# Bruno Méndez
Bruno Méndez (ur. 16 kwietnia 1990 w La Roda) – hiszpański kierowca wyścigowy.

## Kariera

### Master Junior Formula
Méndez karierę rozpoczął w wyścigach samochodowych w 2006 roku, od startów w Master Junior Formula. Wygrał tam sześć wyścigów, a dziesięciokrotnie stawał na podium. Pozwoliło mu to zdobyć tytuł wicemistrzowski.

### Formuła 3
W 2007 roku Hiszpan pojawił się na starcie Hiszpańskiej Formuły 3. W zespole Emilio de Villoty dwukrotnie stawał na podium. Z dorobkiem 57 punktów uplasował się na 7 pozycji w klasyfikacji generalnej. Rok później zdołał już tam zwyciężyć w jednym wyścigu. Poprawa o 10 punktów względem poprzedniego sezonu dała mu 5 lokatę. W sezonie 2009 startował w European F3 Open. Tym razem już nie miał sobie równych. Jeżdżąc w zespole Campos Racing zdobył tytuł mistrzowski. W Brytyjskiej Formule 3 w 2011 roku zdobył 1 punkt, co mu dało 26 lokatę.

### Formuła Renault 3.5
W 2009 roku Brytyjczyk rozpoczął starty w prestiżowej Formule Renault 3.5. Gdy w pierwszym sezonie startów nie zdobył żadnych wyścigów. Rok później wystąpił już w austriackiej ekipie FHV Interwetten.com. Z dorobkiem 5 punktów uplasował się na 23. miejscu w klasyfikacji kierowców.

### Auto GP
Na sezon 2011 Mendez przeniósł się do Auto GP. Stanął tam raz na podium. Uzbierane 22 punkty dały mu 13 pozycję w klasyfikacji generalnej.

## Statystyki
| Sezon | Seria                                      | Zespół                | Wyścigi | Zwycięstwa | PP | NO | Podium | Punkty | Pozycja |
| ----- | ------------------------------------------ | --------------------- | ------- | ---------- | -- | -- | ------ | ------ | ------- |
| 2006  | Master Junior Formula                      |                       | 15      | 6          | 0  | 3  | 10     | 315    | 2       |
| 2007  | Hiszpańska Formuła 3                       | Emilio de Villota.com | 16      | 0          | 0  | 0  | 2      | 57     | 7       |
| 2008  | Hiszpańska Formuła 3                       | TEC Auto              | 17      | 1          | 0  | 0  | 4      | 67     | 5       |
| 2008  | Euroseries 3000                            | Bull Racing           | 4       | 0          | 0  | 0  | 0      | 8      | 19      |
| 2009  | European F3 Open                           | Campos Racing         | 16      | 4          | 2  | 8  | 11     | 145    | 1       |
| 2009  | Formuła Renault 3.5                        | RC Motorsport         | 2       | 0          | 0  | 0  | 0      | 0      | NS      |
| 2010  | Formuła Renault 3.5                        | FHV Interwetten.com   | 15      | 0          | 0  | 0  | 0      | 5      | 23      |
| 2010  | Superleague Formula                        | Atletico de Madrid    | 2       | 0          | 0  | 0  | 0      | 265    | 17      |
| 2011  | Auto GP                                    | Campos Racing         | 9       | 0          | 0  | 0  | 1      | 22     | 13      |
| 2011  | Brytyjska Formuła 3 - Międzynarodowa seria | Hitech Racing         | 3       | 0          | 0  | 0  | 0      | 1      | 26      |
| 2011  | Mini Challenge Spain                       |                       |         |            |    |    |        | 203    | 7       |

## Wyniki w Formule Renault 3.5
| Legenda oznaczeń w tabelach wyników Wyświetl szablon na nowej stronie | Legenda oznaczeń w tabelach wyników Wyświetl szablon na nowej stronie                                                                     |
| Oznaczenie                                                            | Wyjaśnienie |
| --------------------------------------------------------------------- | --- |
| Złoty                                                                 | Zwycięzca lub mistrzostwo |
| Srebrny                                                               | 2. miejsce lub wicemistrzostwo |
| Brązowy                                                               | 3. miejsce lub II wicemistrzostwo |
| Zielony                                                               | Ukończył, punktował (w klasyfikacji generalnej, gdy zdobył co najmniej jeden punkt na przestrzeni sezonu, poza trzema powyższymi opcjami) |
| Niebieski                                                             | Ukończył, nie punktował (w klasyfikacji generalnej, gdy nie zdobył co najmniej jednego punktu na przestrzeni sezonu)                      |
| Czerwony                                                              | Nie zakwalifikował się (NZ) |
| Czerwony                                                              | Nie prekwalifikował się (NPK) |
| Różowy                                                                | Nie ukończył (NU) |
| Różowy                                                                | Niesklasyfikowany (NS) (w klasyfikacji generalnej, gdy nie został sklasyfikowany w żadnym wyścigu sezonu)                                 |
| Czarny                                                                | Zdyskwalifikowany (DK) |
| Czarny                                                                | Wykluczony (WYK/EX) |
| Biały                                                                 | Nie wystartował (NW) |
| Biały                                                                 | Kontuzjowany (K/INJ) |
| Biały                                                                 | Wyścig odwołany (OD/C) |
| Bez koloru                                                            | Został wycofany (WYC/WD) |
| Bez koloru                                                            | Nie przybył (NP/DNA) |
| Bez koloru                                                            | Nie brał udziału w treningach (NT/DNP) |
| Bez koloru                                                            | Nie został zgłoszony (–) |
| Pogrubienie                                                           | Start z pole position |
| Kursywa                                                               | Najszybsze okrążenie wyścigu |
| †                                                                     | Nie ukończył, ale jego rezultat został zaliczony ze względu na przejechanie więcej niż 90% dystansu wyścigu.                              |
| *                                                                     | Sezon w trakcie |
| 1/2/3                                                                 | Punktowana pozycja w sprincie kwalifikacyjnym                                                                                             |
| Lista systemów punktacji Formuły 1                                    | |

| Rok  | Zespół              | Wyniki w poszczególnych eliminacjach | Wyniki w poszczególnych eliminacjach | Wyniki w poszczególnych eliminacjach | Wyniki w poszczególnych eliminacjach | Wyniki w poszczególnych eliminacjach | Wyniki w poszczególnych eliminacjach | Wyniki w poszczególnych eliminacjach | Wyniki w poszczególnych eliminacjach | Wyniki w poszczególnych eliminacjach | Wyniki w poszczególnych eliminacjach | Wyniki w poszczególnych eliminacjach | Wyniki w poszczególnych eliminacjach | Wyniki w poszczególnych eliminacjach | Wyniki w poszczególnych eliminacjach | Wyniki w poszczególnych eliminacjach | Wyniki w poszczególnych eliminacjach | Wyniki w poszczególnych eliminacjach | Punkty | Pozycja |
| ---- | ------------------- | ------------------------------------ | ------------------------------------ | ------------------------------------ | ------------------------------------ | ------------------------------------ | ------------------------------------ | ------------------------------------ | ------------------------------------ | ------------------------------------ | ------------------------------------ | ------------------------------------ | ------------------------------------ | ------------------------------------ | ------------------------------------ | ------------------------------------ | ------------------------------------ | ------------------------------------ | ------ | ------- |
| 2009 | RC Motorsport       | CAT                                  | CAT                                  | BEL                                  | BEL                                  | MON                                  | HUN                                  | HUN                                  | GBR                                  | GBR                                  | FRA                                  | FRA                                  | PRT                                  | PRT                                  | DEU                                  | DEU                                  | ARA                                  | ARA                                  | 0      | 39      |
| 2009 | RC Motorsport       | -                                    | -                                    | -                                    | -                                    | -                                    | -                                    | -                                    | -                                    | -                                    | -                                    | -                                    | -                                    | -                                    | -                                    | -                                    | NU                                   | 19                                   | 0      | 39      |
| 2010 | FHV Interwetten.com | ARA                                  | ARA                                  | BEL                                  | BEL                                  | MON                                  | CZE                                  | CZE                                  | FRA                                  | FRA                                  | HUN                                  | HUN                                  | DEU                                  | DEU                                  | GBR                                  | GBR                                  | CAT                                  | CAT                                  | 5      | 23      |
| 2010 | FHV Interwetten.com | NU                                   | 15                                   | NW                                   | 11                                   | NU                                   | NU                                   | 19                                   | 14                                   | 6                                    | 14                                   | 19                                   | 14                                   | 14                                   | NU                                   | 16                                   | -                                    | -                                    | 5      | 23      |